# F́
F́ (minuskule f́) je speciální písmeno latinky. Nazývá se F s čárkou. Vyskytuje se pouze ve võruštině, avšak velmi zřídka a není součástí abecedy tohoto jazyka. Čte se jako palatalizované F (fʲ). V Unicode je majuskulní tvar sekvence <U+0046, U+0301> a minuskulní <U+0066, U+0301>.